# Красные Звёзды
Кра́сные Звёзды — белорусская рок-группа из Минска. Создана в 1993 году Владимиром Селивановым и Евгением Беловым. Позднее в группу вошли Александр Королёв и Денис Юбко. Первый год коллектив носил разные названия, такие как «NaRцыSS», «Хотели Утки Йоду». После записи альбомов «Трагедия Моей Жизни» (Анархический рай) и «Всё это Стёб» проект был окончательно переименован в «Красные Звёзды».

## История

### 1993
11 июля 1993 года — день основания группы. В том же году записаны альбомы «Трагедия моей жизни» и «Всё это стёб».

### 1994
Группа переименована в «Красные Звёзды». В этом же году записаны альбомы «Режим», «Исход», а также «Остопизденение».

### 1995
Вышел альбом «Красное колесо».

### 1996
Была выпущена трилогия альбомов «Страна Чудес», в которую входили альбомы «Смершевы песенки», «Кругозор» и «Эпоха лжепатриотизма».

### 1997
В 1997 году лейбл «ZeKo-Records» выпускает альбом «Русский порядок», в течение нескольких лет было продано около 70000 копий. «Красные звёзды» приступают к записи так и не опубликованного альбома «Люди с Чистой Совестью».
В апреле, в рамках национал-большевистского рок-движения "Русский Прорыв", группа выступила в Минске совместно с Егором Летовым

### 1998
Объявлено о роспуске группы.

Последний альбом, например, «Чума», ещё не выпущенный, я записывал в состоянии сильнейшего психологического стресса, когда на меня все давили, все чего-то хотели, в том числе, наш директор, у которого на тот момент у самого сдвинулась «крыша»— Владимир Селиванов

### 2009—2010
Почему был взят отпуск, Селиванов рассказал в интервью.

— Почти 10 лет «Красные Звезды» не существовали. Почему решено было возродить команду?
— В 2000 году мне было 25 лет. Я обзавелся семьей и стал уделять внимание ей. Сейчас решил вновь заниматься музыкой. Это был своеобразный отпуск.
— https://www.ul.kp.ru/daily/26048/2961365/
В июне 2009-го Владимир Селиванов, Евгений Белов и Александр Фок объявили о возобновлении деятельности группы. После воссоединения записан и выпущен альбом «Играй в того, кто играет в тебя, играя того, кто играет тебя». Артемий Троицкий написал о нем так: «Раз уж они друзья Летова и фанаты Placebo, скажу так — альбом „Красных Звезд“ мне понравился больше, чем любой альбом „Гражданской Обороны“ или любой альбом ансамбля Брайена Молко, который вообще в последнее время как-то очень сдулся».
Кроме того, впервые издан на CD альбом 1996 года «Смершевы песенки».
В конце 2009 — начале 2010 года проведён ряд концертов — как акустических, так и электрических — в Минске, Санкт-Петербурге, Москве, Киеве, Ярославле в составе: Владимир Селиванов — вокал, Евгений Белов — гитара, Антон Орлов («Четыре») — ударные, Андрей Боровик («Четыре») — бас-гитара. Группа издаёт новый альбом «Скользящие Сквозь Времена» и готовит к выходу в свет вторую часть дилогии «Мир Миллиарда Радуг». К концу 2010 года в группу возвращается Денис Юбко (бас-гитара), заменив Андрея Боровика.

### 2011
В группу окончательно возвращается ударник её первого состава Александр Фок. На студии «Беларусьфильм» по технологии live records записывается альбом «ЖІВОЙ», которому предшествует интернет-сингл «Плёнки». Выходит вторая часть дилогии «Мир Миллиарда Радуг» — альбом «Май в сентябре». Продолжается концертная деятельность.

### 2012
В 2012 году был выпущен альбом «Жівой», записанный на киностудии «Беларусьфильм». Группа дала серию концертов в Москве, Санкт-Петербурге, Сибири и на Урале. 13 декабря 2012 года в эфире радиостанции «Наше радио» состоялась презентация нового альбома «Свобода 2012», который доступен для бесплатного скачивания.

### 2013
Гастрольный тур в поддержку альбома «Свобода 2012» по всем регионам России. Публикация двойного сингла «Перекрёсток» к записываемому альбому с рабочим названием «13». 13 августа 2013 года в эфире «Нашего радио» состоялся живой концерт группы. 13 ноября в живом эфире на «Нашем радио» в программе «Живые» прошла презентация альбома «За пределами понедельников».

### 2014
Несколько локальных туров по РФ, десять крупных концертов в Москве. Издание «За пределами понедельников» («Мистерия звука», РФ), ротации на «Нашем Радио». Три месяца участия в «Чартова Дюжина» («Наше Радио») с песней «Перекресток» («За пределами понедельников»). Изданная пластинка получила массу положительных рецензий, в том числе 4 звезды от авторитетного музыкального издания Rolling Stone, альбом «За пределами понедельников» вошел в десятку лучших альбомов русского рока за 2014 год по версии портала km.ru.

### 2015
Публикация сингла «Плнй Пздц» к альбому «Русская Смерть» и одноимённое видео. Именно с этого момента музыканты предпочитают более короткое написание названия группы — #КЗ.
На концертах 19 июня в Москве и 20 июня в Санкт-Петербурге было объявлено, что группа прекращает своё существование.

## После распада группы
- В настоящее время Владимир Селиванов является идеологом и лидером группы «Чёрная Ленточка», первый полноформатный альбом который, названный «Первый», выпущен в 2018 году[3], а также занимается сольным проектом Schizus.
- Евгений Белов вместе с минским музыкантом Сергеем Пукстом создал группу True Litwin Beat, где является автором музыки и гитаристом.

## Состав группы
- Владимир Селиванов — вокал, голоса, гитара (с 1993 года по 02.11.2015)
- Евгений Белов — гитара, бас-гитара, клавишные, вокал, синтетические инструменты (в студии) (с 1993 года по 02.11.2015)
- Александр Гуляев (Uggo Dumb) — бас-гитара (2014—2015)
- Антон Орлов (Tom Vantango) — ударные (2007—2009, 2014—2015)
- Ксенья Вагнер — муза (с 2009), директор (с 2009), концертный директор (2009—2014)
- Александр «Кузьма» Кузьмичёв — ударные (2015), концертный директор (2014—2015)
- Александр «Чика» Королёв — ударные (1993—1995), rip
- Евгений «Гвоздь» Рогозин — гитара (1994—1995)
- Денис Савик — гитара (1994—1998)
- Андрей Коньшин — гитара (1996—1998)
- Михаил Клименков (Резник) — директор группы (1996—1999)
- Андрей «Гриб» Боровик — бас-гитара (2007—2010), rip
- Денис «Дионис» Юбко — бас-гитара (1993—2003, 2010—2014)
- Александр Фок — ударные (1996—2003, 2009—2014)

## Дискография

### Студийные альбомы
- 1994 — Остопизденение
- 1995 — Красное колесо
- 1996 — Смершевы песенки
- 1996 — Кругозор
- 1996 — Эпоха лжепатриотизма
- 1997 — Русский порядок[4]
- 1998 — Люди с чистой совестью[4]
- 1999 — Чума
- 2006 — Преодоление пределов
- 2009 — Играй в того, кто играет в тебя, играя того, кто играет тебя
- 2010 — Скользящие сквозь времена
- 2011 — Май в сентябре
- 2012 — Живой
- 2012 — Свобода 2012
- 2014 — За пределами понедельников
- 2015 — Русская смерть (релиз не состоялся)

### Акустические альбомы
- 1997 — Охота
- 1998 — Подснежники
- 1999 — Бумажный самолёт

### Концертные альбомы
- 1998 — Мы непременно придём за тобой
- 1998 — Голод (концерт 22 декабря 1998 года)

### Синглы
- 2011 — Плёнки
- 2013 — Перекрёсток
- 2014 — Молитва о мире
- 2015 — Плнй Пздц